# RR Lyrae
RR Lyrae är prototyp-stjärna för pulserande variabler av RR Lyrae-typ (RRAB/BL), i stjärnbilden Lyran. 
Stjärnan varierar mellan visuell magnitud +7,06 och 8,12 med en period av 0,56686776 dygn eller 13,604826 timmar.

## RR Lyrae-variabler
Alla RR Lyrae-stjärnor har ungefär samma absoluta magnitud och är därför viktiga standardljus för att bestämma avstånd inom Vintergatan och dess närhet. Värdet på den absoluta magnituden är fortfarande under debatt. Värden på +0,1 till +0,9 har föreslagits. Värdet tros också variera med stjärnornas metallicitet på så sätt att stjärnor med låg metallicitet är ljusstarkare. Mest accepterat är ett värde på +0,6 ±0,2 beroende på metallicitet.
RR Lyrae-stjärnornans period varierar mellan 0,2 och 1,2 dygn med ett medianvärde på 0,5 dygn. Prototypstjärnan RR Lyrae ligger alltså nära medelvärdet.
Förändringar i perioden är inte ovanliga. Amplituden är upp till 2 magnituder. Spektralklass från A5 till F5.